# Ricardo Oreja Elósegui
Ricardo Oreja Elósegui (Ibarranguelua, 7 de febrero de 1890 - Madrid, 3 de abril de 1974) fue un abogado y político español de ideología tradicionalista. A lo largo de su vida profesional trabajó a caballo entre la administración pública y el sector privado. En el período de la Restauración llegó a ser diputado en Cortes por el distrito de Tolosa y, más adelante, gobernador civil de Santander. Durante la dictadura franquista fue procurador en Cortes.
Miembro de la familia Oreja, era hermano de los políticos Marcelino y Benigno Oreja Elósegui.

## Biografía
Se licenció en Derecho en la Universidad Central, obteniendo el premio de la Fundación Montalbán por la brillantez con que hizo sus estudios. También le fue otorgado el premio del Patronato Urquijo. En 1916 ingresó en el Cuerpo de Abogados del Estado y posteriormente pasaría a trabajar en el Tribunal Económico Administrativo Central. Ejerció asimismo de representante de varias empresas.
Militante tradicionalista, fue elegido diputado a Cortes por el distrito de Tolosa en 1920 y 1923. Formó parte del Partido Social Popular y a principios de 1923 fue uno de los firmantes de un manifiesto oponiéndose a las belicosidades en Marruecos.
Durante la dictadura de Primo de Rivera fue gobernador civil de Santander y en desempeño de este cargo recibió, en 1926, una llamada telefónica de Alfonso XIII del primer teléfono automático instalado por la compañía Telefónica Nacional de España.
Al advenimiento de la Segunda República, volvió a militar en la Comunión Tradicionalista. En las elecciones de febrero de 1936 fue candidato en Guipúzcoa por el Frente Nacional Contrarrevolucionario, pero no logró acta de diputado. Tras el estallido de la guerra civil, se adhirió al bando sublevado y en mayo de 1938 formó parte de la Comisión Gestora designada por el Gobierno Civil para dirigir la Diputación provincial de Guipúzcoa. En 1939 fundó en Mondragón la Escuela de Aprendices de la Unión Cerrajera, idea que había concebido años antes su hermano, Marcelino Oreja, diputado tradicionalista asesinado por los revolucionarios en 1934.
Durante el franquismo fue teniente alcalde del Ayuntamiento de Madrid y vicepresidente de la Comisión de Hacienda madrileña. Posteriormente fue subsecretario del Ministerio de Justicia y en 1952 fue designado procurador en Cortes por el general Franco. 
En 1969 presidió una comisión de antiguos diputados tradicionalistas que manifestó su adhesión a Franco en El Pardo tras la expulsión de la familia Borbón-Parma y poco antes del nombramiento de Juan Carlos de Borbón como futuro rey de España.
Falleció el 3 de abril de 1974 en Madrid, donde ejercía el puesto de vicepresidente de la empresa constructora Agroman.

## Reconocimientos
Fue condecorado como oficial de la Legión de Honor y con la Orden de la Corona de Italia. Era socio de la Sociedad de Estudios Vascos.